# Virgil Petrescu
Virgil Petrescu (Ploiești, 26 agosto 1942) è un politico, docente e ingegnere rumeno.
Ex membro del parlamento nella Legislatura 1996-2000, è stato eletto nell'elenco del PNTCD di Vaslui.
Ha ricoperto la carica di ministro della pubblica istruzione (12 dicembre 1996 - 5 dicembre 1997) nel Governo Ciorbea.

## Biografia
Virgil Petrescu è nato a Ploiești, il 26 agosto 1942. Ha frequentato la "I. L. Caragiale" Ploiesti, in seguito si è laureato presso la Facoltà di Idrotecnica dell'Università tecnica d'ingegneria civile di Bucarest.
Dal 1970 lavorato nella progettazione, nella ricerca nel campo dell'istruzione superiore. È diventato ingegnere medico nel 1981, sostenendo la frase "A proposito di problemi di flusso e di inquinamento del fluido Engineered." Ha seguito tutte le fasi di una carriera universitaria nel 1992 come professore e supervisore di dottorato presso l'Università Tecnica di Ingegneria Civile di Bucarest (UTCB). 
Nel luglio 2006, il Senato dell'UTCB lo ha nominato direttore degli studi di dottorato (in accordo con il processo di Bologna). Ha pubblicato 10 trattati universitari, oltre 104 articoli scientifici e partecipato in oltre 63 congressi scientifici e altri eventi.
Virgil Petrescu ha aderito al partito nazionale agrario cristiano democratico il 1º luglio 1992. 
Ha coordinato la tabulazione del Dipartimento per le elezioni del CDR (1992 e 1996) e la Democrazia Cristiana nel CNRI (Consiglio Nazionale per la riforma dell'istruzione) allegata al ministero della pubblica istruzione (1995-2000).
Durante il periodo in cui fu ministro della pubblica istruzione ha contribuito alla legge sullo status degli insegnanti (Legge n. 128/1997) ed è stato l'autore nelle scuole del programma di riabilitazione in Romania (programma eseguito in collaborazione con la Banca mondiale e il Fondo di sviluppo sociale).
Virgil Petrescu è stato presidente dell'Organizzazione PNTCD - Settore 4 Bucarest (1999), vice presidente del partito (2003), coordinatore della "giustizia" settimanale (marzo 2007) e vice presidente della Segreteria Generale per il coordinamento del PNTCD (ottobre 2007).